# Bidaurreta
Bidaurreta là một đô thị trong tỉnh và cộng đồng tự trị Navarre, Tây Ban Nha. Đô thị này có diện tích là 5,09 ki-lô-mét vuông, dân số năm 2007 là 127 người.
Đô thị nằm ở độ cao 432 m trên mực nước biển, cách tỉnh lỵ 19,5 km.

## Biến động dân số
| Biến động dân số                                         | Biến động dân số | Biến động dân số | Biến động dân số | Biến động dân số | Biến động dân số | Biến động dân số | Biến động dân số | Biến động dân số | Biến động dân số | Biến động dân số |
| 1996                                                     | 1998             | 1999             | 2000             | 2001             | 2002             | 2003             | 2004             | 2005             | 2006             | 2007             |
| -------------------------------------------------------- | ---------------- | ---------------- | ---------------- | ---------------- | ---------------- | ---------------- | ---------------- | ---------------- | ---------------- | ---------------- |
| 101                                                      | 101              | 104              | 96               | 107              | 116              | 113              | 114              | 120              | 125              | 127              |
| Nguồn: Bidaurreta et instituto de estadística de navarra |                  |                  |                  |                  |                  |                  |                  |                  |                  |                  |